# Svenska mästerskapen i fälttävlan 1974
Svenska mästerskapen i fälttävlan 1974 avgjordes i Beddinge. Tävlingen var den 24:e upplagan av Svenska mästerskapen i fälttävlan.

## Resultat
| Placering | Ryttare          | Häst      |
| --------- | ---------------- | --------- |
| 1         | Marianne Hermann | Pascal I  |
| 2         | ran Bengtsson    | Iller     |
| 3         | Per Hansson      | Pacemaker |